# Гаврикова улица
Га́врикова у́лица — крупная магистраль в центре Москвы в Красносельском районе, северо-восточный участок Третьего транспортного кольца. Дома за улицей числятся только на небольшом участке между Русаковской улицей и железнодорожной линией Казанского направления.

## Происхождение названия
Название XIX века, дано по фамилии одного из домовладельцев. Первоначально Гаврикова улица и Малый Гавриков переулок составляли один переулок; именовался также Гавриковским переулком.

## Описание
Гаврикова улица входит в Третье транспортное кольцо, располагаясь между Рижской эстакадой и Спартаковской площадью. Начинается от Митьковского тоннеля, проходящего под соединительной железнодорожной веткой, соединяющей линии Казанского и Ярославского направлений и Верхней Красносельской улицей; проходит на юго-восток, пересекает по Русаковской эстакаде Русаковскую и Краснопрудную улицы. На Русаковскую эстакаду есть выезды: на северной стороне с 1-го и 2-го Красносельских переулков, а на южной стороне с 1-го Нового переулка (от центра) и Леснорядского переулка (со стороны Сокольников). Далее улица проходит по мосту-путепроводу над железной дорогой Казанского направления. На южную развязку выходят Ольховская улица (от центра) и Новая Переведеновская улица (от периферии), далее Гаврикова улица переходит в Спартаковскую площадь.

## Здания и сооружения
по нечётной стороне:

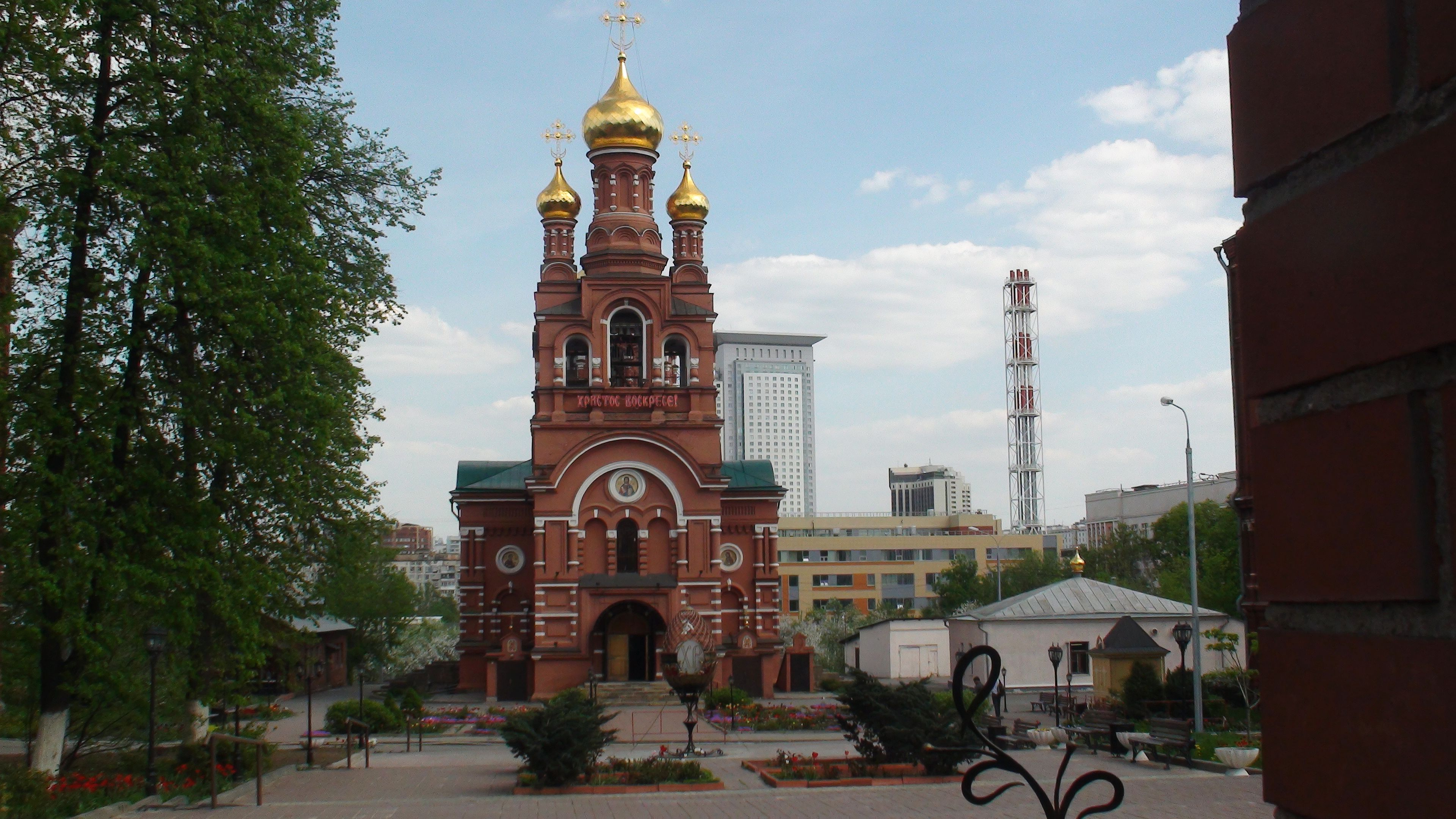
Храм Всех Святых (Ново-Алексеевский монастырь) у Гавриковой улицы (2-й Красносельский переулок, дом 3).

- № 3/1 — Жилой комплекс «Русаковский» (1920-е, архитектор М. Мотылёв)[2], ныне — Красносельский район, РЭУ Красносельская; Комитет физической культуры и спорта г. Москвы (Москомспорт), управление Центрального административного округа;

по чётной стороне: